# На жалі бритви
«На жа́лі бри́тви»,також «Ві́стря бри́тви» (англ. The Razor's Edge) — роман англійського письменника Вільяма Сомерсета Моема, опублікований у 1944 році. Роман оповідає життя американця Ларрі Деррела, який, повернувшись з Першої світової війни, починає пошуки сенсу буття людини. Пошуки заводять Ларрі до різноманітних місць земної кулі, дарують йому нові знайомства та зводять із колишніми друзями. Події в романі передаються через розповіді автора та друзів головного героя. Назва роману походить від його епіграфа, який являє собою переклад вірша Катха-упанішада: 
|  | По жалу бритви пройти нелегко людині смертній, тож мудреці говорять: «Шлях до спасіння тяжкий...» |

## Сюжет
До рідного Чикаго після Першої світової війни, куди потрапив через підроблені документи про вік, повертається військовий льотчик — вісімнадцятирічний юнак Ларрі Деррел. Він заручений зі своєю подругою дитинства Ізабеллою Бредлі, єдиною дочкою в респектабельній, але незаможній родині. Родичі Ізабелли не в захваті від заручин, тому що Ларрі є сиротою і має невеликі статки. Відмовляючись від пропозицій працювати й пояснюючи це отриманою психологічною під час війни травмою, Ларрі хоче пізнати причини буття людини. За домовленістю з нареченою він відбуває на два роки до Парижа. Незадовго до сплину цього терміну Ізабелла з матір'ю навідуються до свого дядька Елліота Темплтона в Париж та зустрічаються з Ларрі, який пропонує їй вийти за нього заміж і жити скромним, але наповненим змістом життям та подорожувати по світу. Ізабелла, яка мріє про розкішне життя, виявляється не готова до цього, і вони розривають заручини.
Через десять років поневірянь по світу, випавши на цей час із поля зору знайомих, Ларрі повертається до Парижа, де знову зустрічає давніх знайомих та колишню наречену. Ізабелла на той час переїжджає пожити до Парижа зі своїми дітьми та збанкрутілим після фінансової кризи чоловіком — другом Ларрі Греєм Метьюріном в будинок свого дядька Елліота.
Під час спільних гулянь Ларрі та Ізабелла зустрічають свою колишню подругу Софі Макдональд, яка після загибелі чоловіка й доньки направлена свекрами до Франції, де веде аморальний спосіб життя. Ларрі вирішує одружитись із Софі, але Ізабелла ставить собі за мету не допустити цього і врешті-решт домагається свого. Софі тікає від Ларрі напередодні весілля.
З розповідей знайомих та самого Ларрі автор по дещицях складає в хронологічному порядку перебіг життя та пригод Ларрі в період його подорожі.
Востаннє автор зустрічається з Ларрі в Тулоні, куди той прибуває за викликом поліції, що розслідує вбивство Софі Макдональд. Ларрі після похорону Софі повідомляє, що позбувся всіх статків та відбуває матросом на пароплаві до Америки. Автор востаннє зустрічається з Ізабеллою в Парижі, звинувачуючи її в смерті Софі. Ізабелла зізнається, що вона спокусила Софі спиртним, від споживання якого та утримувалась певний час, через що остання знов почала пиячити та втекла від Ларрі, обравши свій шлях та закономірну кончину.

## Аналіз твору
Сомерсет Моем на початку книги зазначає, що написав її на основі реальних подій, висвітливши життя людей, яких добре знав. Слід зазначити, що такий спосіб побудови сюжету притаманний йому загалом, адже в більшості своїх творів він описує випадки, свідком яких був, і які, як письменник, не вигадував, а лише художньо переробив. Водночас, автор дуже опікувався анонімністю прототипів, тому виводив їх під іншими іменами. Можливо, що ім'я головного героя Ларрі Деррела було запозичене у сучасного Моему англійського письменника Лоренса Даррелла, брата більш відомого натураліста Джеральда Даррелла (при цьому життя справжнього Дарелла не мало нічого спільного з сюжетом «На жалі бритви»).
Більш того, аналіз іншого, автобіографічного, роману Моема «Підбиваючи підсумки» показує, що в образі Ларрі Деррела багато спільного з долею самого автора. Наприклад, вісімнадцятирічний Ларрі вирушає з Парижа до Гейдельберга, де багато читає, вивчає німецьку мову, філософію і товаришує з отцем Ейнсхаймом. У «Підсумках» письменник згадує, що в такому ж віці він вирушив до цього міста і дуже корисно провів там рік життя, займаючись аналогічною самоосвітою. В іншому епізоді Ларрі опиняється в Іспанії, де має швидкоплинний роман з легковажною красунею. Така подія мала місце і в житті Сомерсета Моема. Зрештою, після мандрівки Індією Ларрі починає сповідувати філософію «Абсолюта, який не є Богом, але є усім і все в ньому». Схожої системи поглядів дотримувався і Сомерсет Моем, при цьому залишаючись агностиком.
Разом з тим, автор не перевтілюється повністю в свого героя, оскільки деякі деталі власного життя оповідає від першої особи. Зокрема, прохання Ізабелли до Моема провести для неї екскурсію «брудними» місцями Парижа містить неприхований натяк на невпорядковане життя письменника, який був бісексуалом (на той час гомосексуальні зв'язки були під суворою забороною).
Описуючи Елліота Темплтона, письменник не приховує дружньої симпатії до старого естета, однак зневажає обраний ним життєвий шлях, в якому немає місця справжнім цінностям — все витіснило поклоніння титулам і аристократичному способу життя. Професію мистецтвознавця він обрав для свого героя не випадково. Причину цього можна віднайти у тих же «Підбиваючи підсумки», де Сомерсет Моем засуджує високе мистецтво, зрозуміле лише одиницям, а заодно і естетів, які відстоюють свою елітарність.
Власне, мораль «На жалі бритви» і полягає в тому, щоби віднайти себе у цьому світі, навіть, якщо доведеться пожертвувати всім, як це зробив Ларрі. Цьому задумові підпорядкована постать не тільки головного, але й другорядних героїв. Високодуховна Софі Макдональд стала повією тому, що не змогла пережити смерть близьких — замість того, щоб пристосовуватись до горя, вона воліє показово спалювати своє життя у гріхах. Антиприкладом є Сюзанна Рув'є, яка почала життя з огидної торгівлі собою, але з кожним кроком стає все вимогливішою до себе і партнерів, зрештою перетворюючись в очах світу на «порядну жінку». Показово, що обом приятелькам Моем симпатизує, в той час як багата, вихована, аристократична Ізабелла з кожним кроком падає в його очах, оскільки обрала шлях пристосуванства. Зрештою доля цієї жінки, яка вийшла за некоханого чоловіка і постійно вдається до правильних практичних рішень, мало чим відрізняється від проституції. В романі «На жалі бритви» відбивається характер і життєвий вибір самого письменника, який протягом усього життя ставився до себе дуже критично і стверджував, що літературним успіхом зобов'язаний не вродженому таланту, а наполегливій праці і невпинним пошукам свого «я».

## Головні герої
- Ларрі Деррел — військовий льотчик під час Першої світової війни, шукач сенсу буття та шляхів просвітлення.
- Сомерсет Моем — автор, друг Ларрі, від імені якого провадиться розповідь.
- Ізабелла Метьюрин (Бредлі) — колишня наречена Ларрі.
- Елліот Темплтон — дядько Ізабелли, типовий сноб, не уявляє життя за межами вищого світу аристократії.
- Софі Макдональд — колишня подруга Ларрі, з якою він хотів одружитись.
- Сюзанна Рув'є — спільна подруга автора і Ларрі.

## Видання українською
Місяць і мідяки. На жалі бритви, «Дніпро», 1989 р. (Серія «Зарубіжна проза ХХ століття»)

## Екранізації
- Лезо бритви (The Razor's Edge, 1946) — в головній ролі Тайрон Павер
- На жалі бритви фільм 1984 року (The Razor's Edge, 1984) — в головній ролі Білл Мюррей